# Широківська районна бібліотека
Широківська районна бібліотека — районний комунальний заклад, бібліотека в селищі Широке Дніпропетровської області України.

## Історія
Перша відома книгозбірня селища заснована 1912 року. Від цього року й веде відлік історія головної бібліотеки Широківського району. Тодішня перша земська бібліотека розташовувалась у невеликому окремому приміщенні в народному домі. З 1921 року бібліотеку перенесли до клубу. Більшість книг придбано за рахунок конфіскації з поміщицьких бібліотек Ушакова, Ковпака, Добровольського, Махоріна. Тоді бібліотека мала у своїх фондах понад 500 книг.
Станом на 1938 рік книгозбірня налічувала вже близько 30 тис. екземплярів літератури і обслуговувала понад 2000 читачів. Багато книг було знищено під час німецько-радянської війни.
На кінець 1965 року книжковий фонд становив понад 21 тис. книг, а кількість читачів — близько 3500. Працювала читальна зала на 20 місць.
Згідно з рішенням № 295 виконкому Широківської районної ради депутатів від 06.08.1975 року «Про централізацію мережі державних масових бібліотек району» Наказом № 54 від 2 жовтня 1976 року по Широківському відділу культури встановлено: з 1 жовтня 1976 року всі сільські, селищні, дитячу і районну бібліотеки потрібно об'єднати в єдину централізовану систему на базі районної бібліотеки для дорослих, з єдиним книжковим фондом, штатом адміністративним і господарським керівництвом.
У 1990-х роках бібліотека також відчула економічні негарадзи — почалося скорочення штату, а нових надходжень, скажімо 1996 року було неповних 3 тисячі екземплярів книг тоді як 1991 року їх було 27 тисяч.
Від 2006 року централізовану бібліотечну систему очолює Лілія Володимирівна Бондарчук. У травні 2013 року відкрито Центр слов'янської писемності та культури з метою популяризації близькості культур слов'янських народів.
У листопаді 2013 року завдяки програмі «Бібліоміст» Широківська районна бібліотека відкрила Інтернет-центр.